# アスレチックランドゲーム

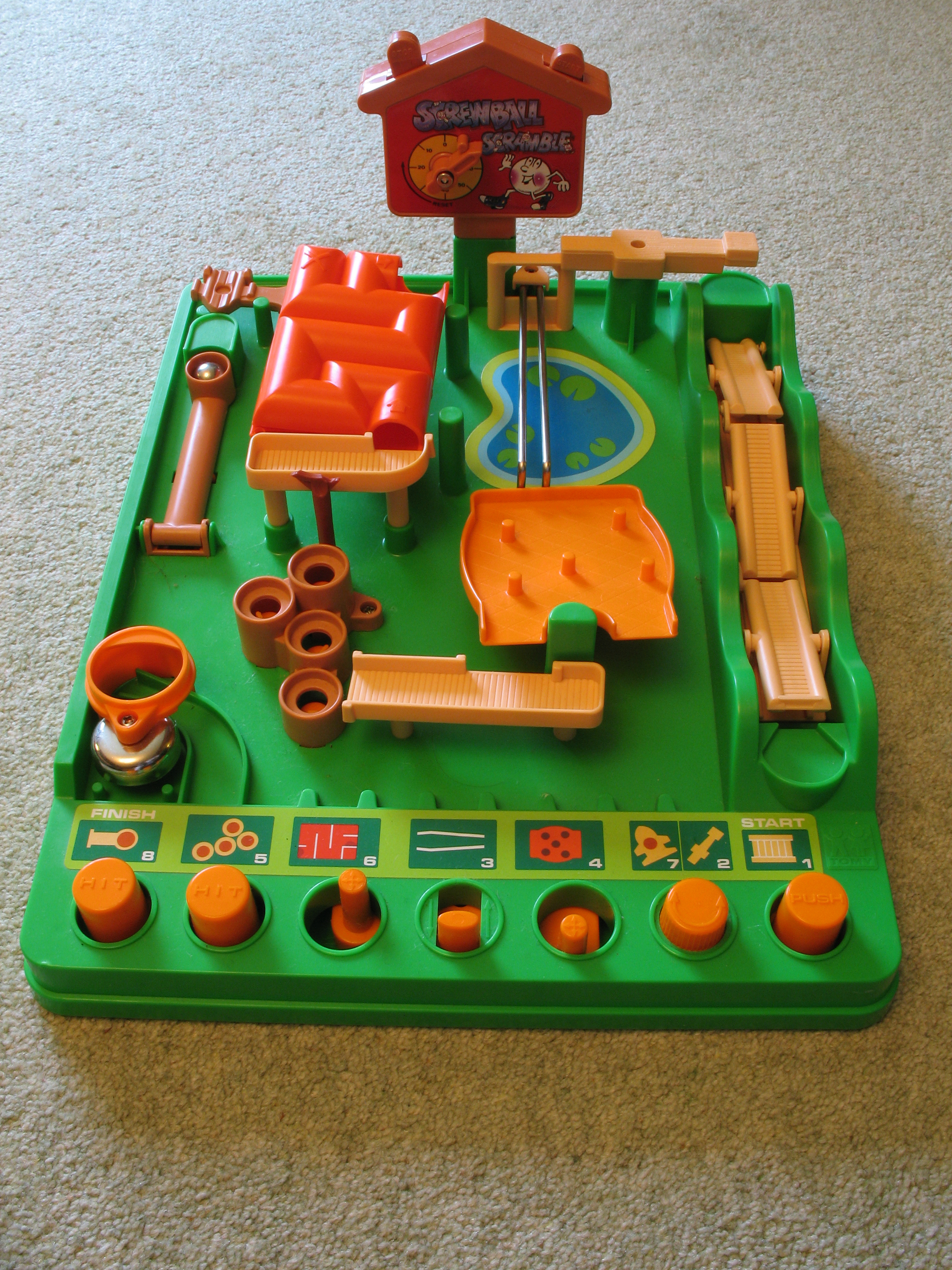
日本国外版
※写真のものはモンキーリングが破損している

アスレチックランドゲーム（英:Screwball Scramble）は、タカラトミー（旧：トミー）が発売している玩具シリーズ。

## 概要
手前に設けられているレバー、ボタン、つまみなどを動かして金属球（ボール）を誘導し、様々な仕掛けのあるコースの下や外にボールを落とさないように、なおかつできるだけ早くスタート地点からゴール地点に到達させるのが目的となる。背面にタイマーを設置し、時間制限をかけてのプレイも可能である。
1979年にトミーから発売。当時はフィールドアスレチックが流行していた事に着想を得て開発され、約3年間で40万個以上を出荷した。
日本国外では、このゲームは当初 "Run Yourself Ragged" として知られ、その後 "Snafu: The Maze Game That Runs You Ragged"、"Crazy Maze"、"Tricky Golf" などの名前で知られた。アメリカ・イギリス・フランス・ドイツなどで "Screwball Scramble"の名称で定番商品となっている。ソビエト連邦では "Кто быстрее" （Kto bystree - 「誰が速いか」）としてコピーされた。
日本では1980年代に、デザインを変更したバリエーションとして『ディズニーのアスレチックランド』『ワクワクサファリ』『風雲!たけし城 なりゆきランド』などが発売されていた。コースの名称は各自のデザインに合わせたものとなっているが、内容自体に変更はない（タイマーは省かれたものもある）。
2022年、デザインを一部変更した上で『アスレチックランドゲーム』が復刻発売された。

## コース内容
名称は復刻発売時の公式名称。
1. グラグラ橋 - スタート直後のコースは傾斜した橋となっており、ボタンを押して橋を揺さぶりながら金属球を移動させ、奥にある台に置く。
2. ドキドキクレーン - 台上に金属球を置き、クレーンに付いている磁石にボールを吸いつかせ、つまみを回してクレーンを半回転させ、次のコースにボールを置く。磁力は強くないのであまり早く回すとボールが落ちることもある。
3. ワニワニ池 - ハの字形に開く2本の金属製の棒で、レバーを前後に操作して開く角度を調節する。大きく開くとボールは勢いよく進むが、そのままだとコース末端部で幅が広くなり落下するため、落下する直前に開く角度を狭める必要がある。
4. ユラユラボード - レバーを縦横斜めなどに操作して突起の付いたボードを傾け、バランスをとって次のコースへ誘導する。操作を誤ると開口部から落下することもある。
5. ホップステップジャンプ - ボタンを押してボールをジャンプさせ、最後にモンキーリング（輪っか）をくぐらせる。
6. グルグル迷路 - 内部が見えない迷路になっており、レバー操作で迷路を傾けてボールを脱出させる。慣れないうちは上部のカバーを取り外し、ボールが見えるようにしてプレイすることもできる。
7. ゴーゴーロケット - ロケットの中央のくぼみにボールを乗せ、つまみ操作で半回転させて台に当て、ボールを次のコースに進める。
8. カンカンハンマー - 投石器に似た仕掛けで、ボールを入れたままボタンを押してひっくり返す。ボールを飛ばしたり落としたりすることなく、枠内にボールを入れるとゴングが鳴りゴールとなる。

なお、プレイにあたり電源・電池は不要である。

## アスレチックランドゲーム シーアドベンチャー
シリーズ第2弾。海上アスレチックコースをイメージしたコース構成となっている。タイマーは備えていないが、付属のコネクタで「アスレチックランドゲーム」と接続し、1つのコースとしてプレイできるようになっている。
2020年にタカラトミーヨーロッパから "Screwball Scramble Level 2" の名で発売され、日本では、2023年にカラースキームを変更して『アスレチックランドゲーム シーアドベンチャー』の名で発売された。

## アスレチックランドゲーム レベルアップ
シリーズ第3弾。初の縦型コースで宇宙をイメージしたデザインとなっている。付属のコネクタで前2作と接続できる。
2023年にタカラトミーヨーロッパから "Screwball Scramble Level Up" の名で発売され、日本でもほぼ同様のカラーで2024年発売。 